# Anders Tegnell
Anders Tegnell   (Uppsala, 17 d'abril de 1956) és un metge suec especialitzat en infectologia i funció pública, epidemiòleg estatal de Suècia des de 2013. Va ser contractat per l'Institut suec de Malalties transmisibles entre 2004 i 2005, i el Consell Nacional de Salut i Benestar de Suècia, entre 2005 i 2012. Va retornar a l'Institut suec de Malalties transmisibles el 2012 com a cap de departament. El 2005 fou elegit membre de la Reial Acadèmia sueca de Ciències de Guerra (Kungliga Krigsvetenskapsakademien).
Amb experiència amb l'ebola a l'Àfrica, Tegnell ha treballat des del 2005 el control d'infeccions en l'administració sueca. El 2009 ja va ser un dels responsables de la gestió de la pandèmia de grip per A(H1N1) i va tenir un paper clau en la decisió sobre un programa de vacunació massiva, que va incloure uns cinc milions de suecs. A l'inici del brot de la pandemia del COVID-19 del 2020, va rebre crítiques per part de científics suecs pels riscos de no imposar més restriccions per frenar la propagació del virus, però el seu suport entre la societat va augmentar. Va aconseguir més de 100.000 fans en dos grups de Facebook que elogiaven la seva gestió.